# 밑들이파리매과
밑들이파리매과(라틴어: Xylomyidae 크실로미다이[*])는 파리목의 한 과이다. 목식성으로 고사하거나 죽어가는 나무에서 자주 보인다.

## 특징

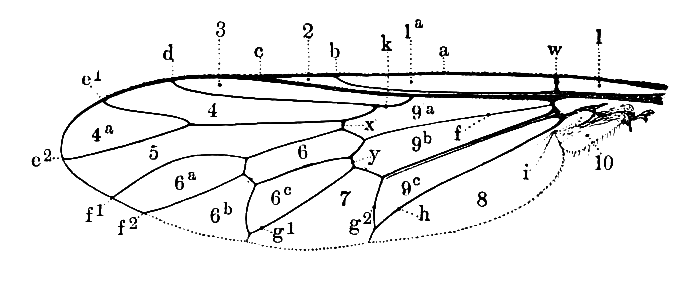
얼룩점밑들이파리매의 시맥

몸길이 4~14mm이다. 체색은 다양하다. 가운뎃다리 및 뒷다리 경절에는 며느리발톱이 달린다. 더듬이는 원추형이다.

## 하위 속
2011년 기준 네 개 속 138종이 기재되었다.
- Arthropeina Lindner, 1949[8]
  - A. fulva Lindner, 1949[8]
- Coenomyiodes Brunetti, 1920[9][7]
  - C. edwardsi Brunetti, 1920[7]
- 밑들이파리매속  Matsumura, 1905[10]
  - O. decora Nagatomi, 1985[11]
  - O. fulvipilosa Nagatomi, 1985[11]
  - 밑들이파리매 Matsumura, 1905[10]
- O. licenti (Séguy, 1952)[12]

- Solva Walker, 1859[13]
  - S. dorsiflava Yang & Nagatomi, 1993
  - S. freyi Nagatomi, 1975[14]
  - S. inamoena Walker, 1859[13]
  - S. marginata (Meigen, 1820)[15]
  - S. micholitzi (Enderlein, 1921)
  - S. nigritibialis (Macquart, 1839)[15]
  - S. pallipes (Loew, 1863)
  - S. schnitnikovi Krivosheina, 1972
  - S. varia (Meigen, 1820)[15]
  - S. vittipes Bezzi, 1914
- 얼룩점밑들이파리매속 Rondani, 1861[16]
  - X. fasciatus (Say, 1829)
  - X. luteicornis (Frey, 1960)
  - 얼룩점밑들이파리매 (Meigen, 1804)[15]
  - X. simillima Steyskal, 1947
  - X. trinotata (Bigot, 1880)[15]

### 멸종 속
- †Archosolva Grimaldi 2016 백악기 세노마니아절 미얀마의 버마 호박에서 발견
- †Cretarthropeina Solórzano Kraemer & Cumming 2019 백악기 세노마니아절 미얀마의 버마 호박에서 발견
- †Cretasolva Grimaldi 2016 백악기 세노마니아절 미얀마의 버마 호박에서 발견
- †Cretoxyla Grimaldi & Cumming 2011 백악기 바렘절 레바논 호박에서 발견
- †Pankowskia Solórzano Kraemer & Cumming 2019 백악기 세노마니아절 미얀마의 버마 호박에서 발견

## 종 목록
- Palaearctic
- Nearctic
- Australasian/Oceanian
- 일본 목록

## 계통
|  | \| \| 밑들이파리매과 오래된 논문에서는 Stratiomyidae의 아과로 나와있다. \| \| \| \| \| \| Stratiomyidae \| \| \| \| |
|  | |
|  | Pantophthalmidae |
|  | |
|  | 밑들이파리매과 오래된 논문에서는 Stratiomyidae의 아과로 나와있다.                                                   |
|  | |
|  | Stratiomyidae |
|  | |

|  | 밑들이파리매과 오래된 논문에서는 Stratiomyidae의 아과로 나와있다. |
|  |                                                                   |
|  | Stratiomyidae                                                     |
|  |                                                                   |